# Meroloba vittidorsis
Meroloba vittidorsis är en skalbaggsart som beskrevs av Thierry Bourgoin 1919. Meroloba vittidorsis ingår i släktet Meroloba och familjen Cetoniidae. Inga underarter finns listade i Catalogue of Life.